# Rainbow CGI
Rainbow CGI è uno studio di animazione specializzato nella produzione di film e serie televisive realizzate in CGI, divisione di Rainbow S.p.A..
Rainbow CGI è la divisione del Gruppo Rainbow che si occupa di produzione di film e di serie televisive in animazione 3D, oltre che di VFX e pubblicità. Crea contenuti per tutti i media: Cinema, TV, Web, DVD, Magazine, Videogiochi e tutte le categorie di prodotti legati al licensing.

## Storia
Fondata a Roma nel 2006 da Iginio Straffi e Francesco Mastrofini, Rainbow CGI ha realizzato il primo lungometraggio italiano in CGI ed è l’unico Studio italiano ad aver realizzato quattro film di animazione 3D per il cinema e oltre un centinaio di episodi per seriali TV e web. L'azienda è nata con l'intento di realizzare serie TV e lungometraggi in CGI.

## Produzioni

### Televisione
- Winx Club (2004-presente)
- Mia and Me (co-produzione con Rai Fiction) (2011)
- Regal Academy (2016)
- Angry Birds Blues (co-produzione con Rovio Animation e Bardel Entertainment)
- Puppy Dog Pals (co-produzione con Wild Canary Animation) (2017-2023)
- Monster High: Adventures of the Ghoul Squad (co-produzione con Mattel Creations)
- 44 gatti (2018-2021)
- Gen:Lock (co-produzione con Rooster Teeth e HBO Max) (2019-2021)
- Blippi Wonders (co-produzione con Moonbug Entertainment) (2021-presente)
- SuperKitties (co-produzione con Sony Pictures Television Kids) (2023-presente)
- Pupstruction: Società costruzioni pelosetti (co-produzione con Titmouse) (2023-presente)
- Mermaid Magic (2024-presente)
- Gormiti - The New Era (co-produzione con Rai Fiction e Giochi Preziosi) (2024)

### Cinema
- Winx Club - Il segreto del regno perduto (2007)
- Winx Club 3D - Magica avventura (2010)
- Gladiatori di Roma (2012)
- Winx Club - Il mistero degli abissi (2014)